# Parectopa robiniella
Parectopa robiniella (tên tiếng Anh: Locust Digitate Leafminer) là một loài loài bướm thuộc họ Gracillariidae. Đây là loài bản địa của Bắc Mỹ. Nó được ghi nhận ở từ Ý, Pháp, Đức, Slovenia, Croatia, Áo, Slovakia, România, Ukraina và Hungary.

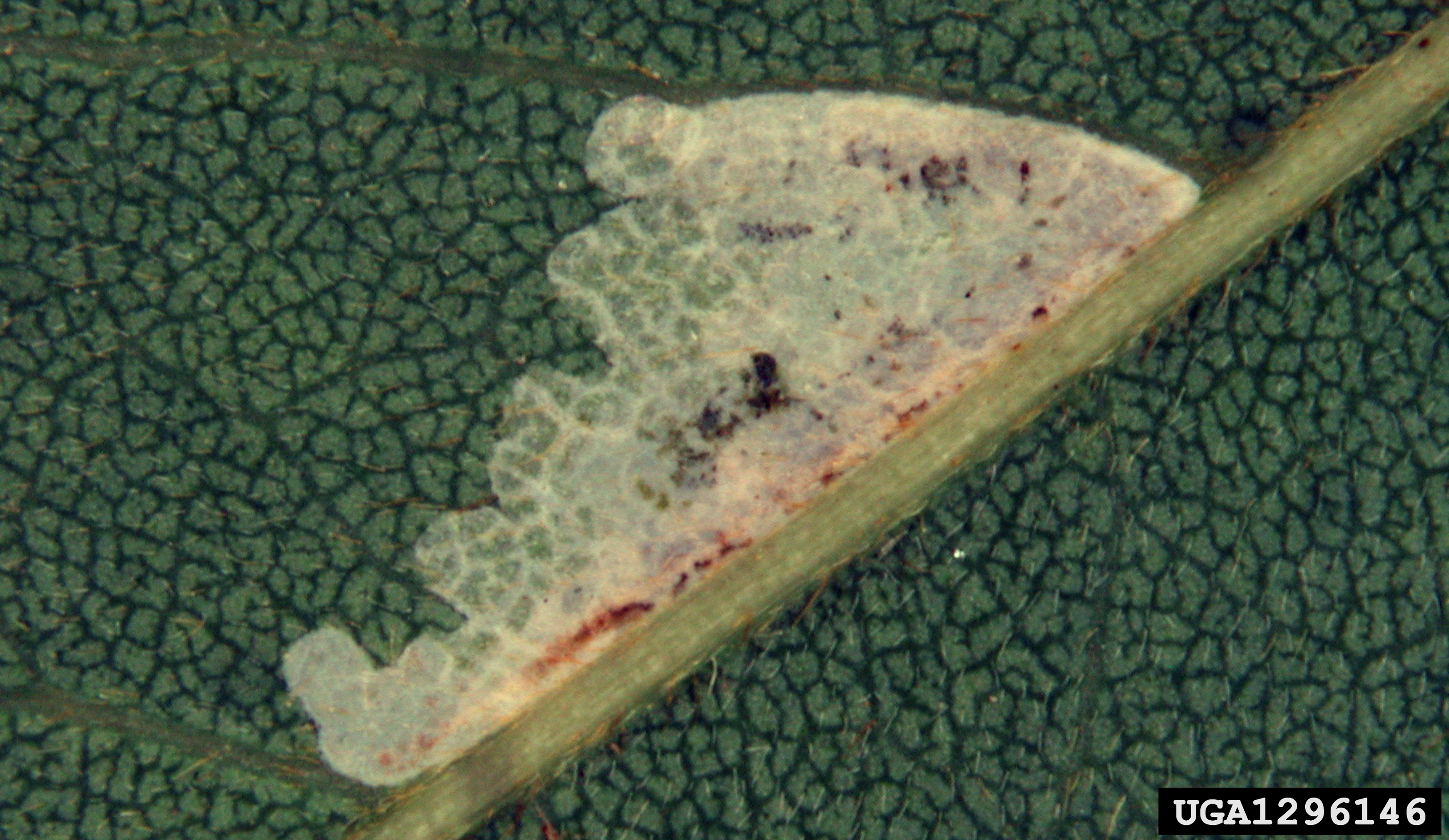
Damage

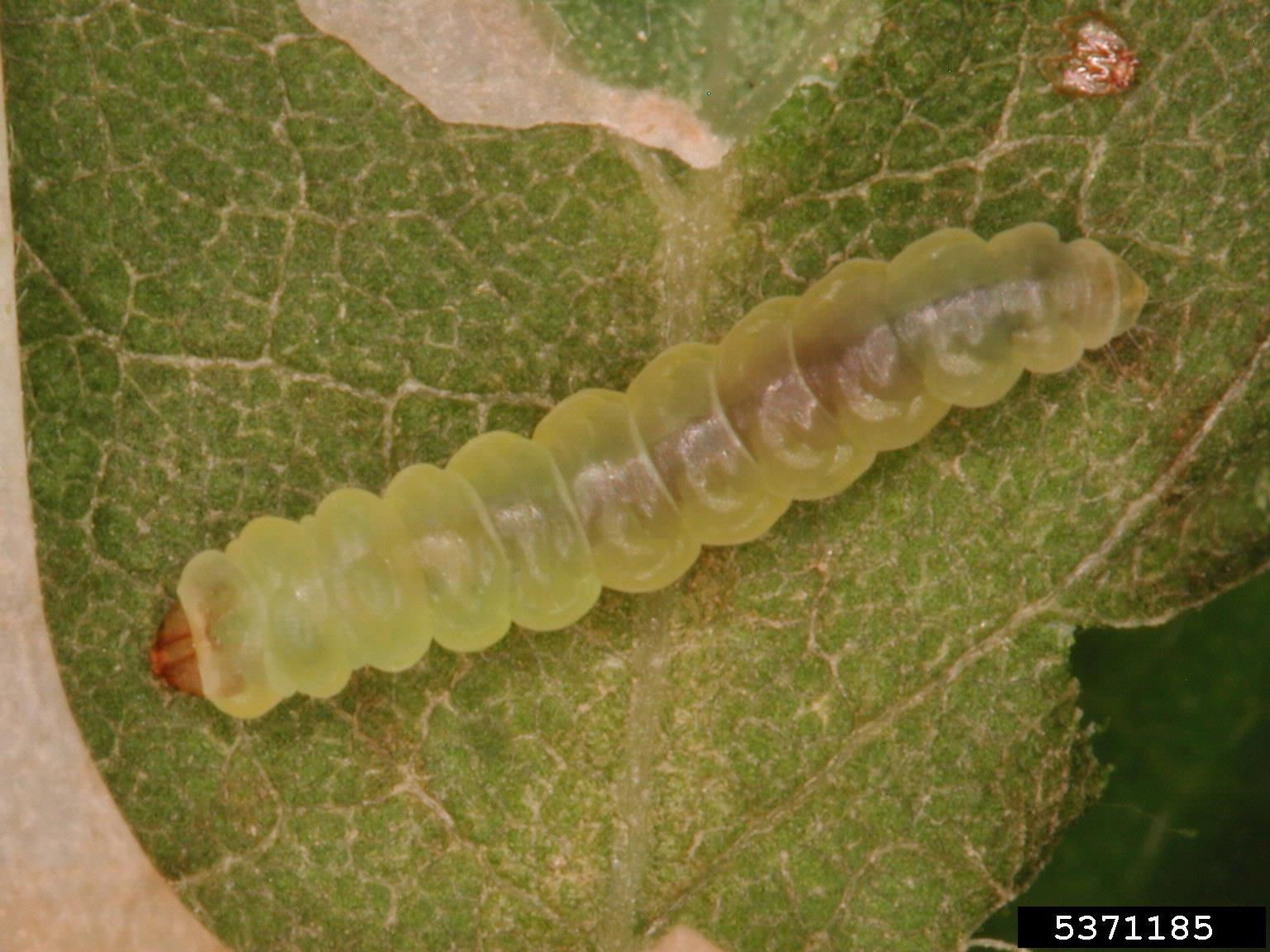
Ấu trùng

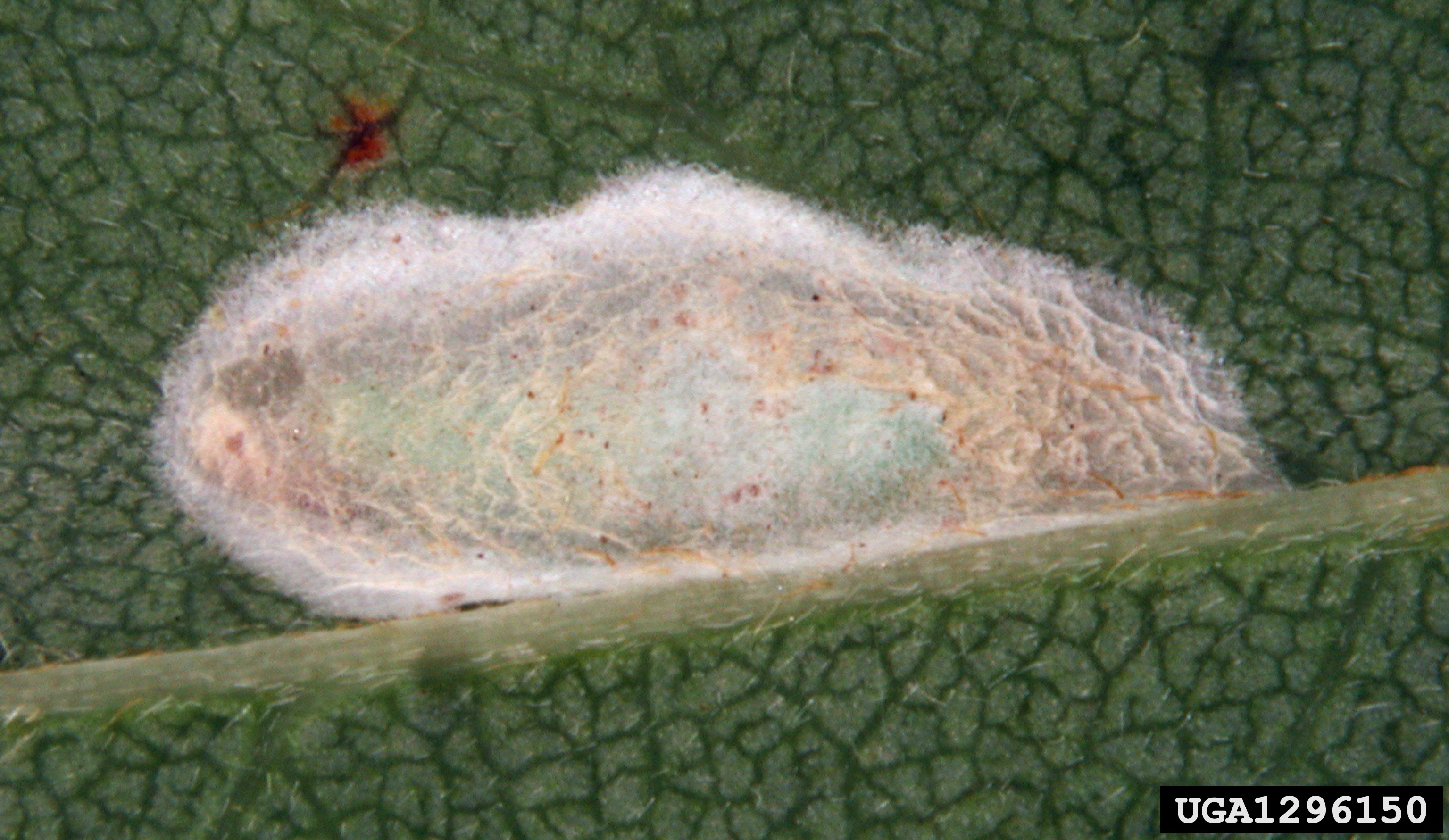
Cocoon

Sải cánh từ có khoảng 5 mm. Loài bướm này bay in two to three generations per year in Hungary.
Ấu trùng ăn các loài Robinia, bao gồm Robinia pseudoacacia.

## Hình ảnh

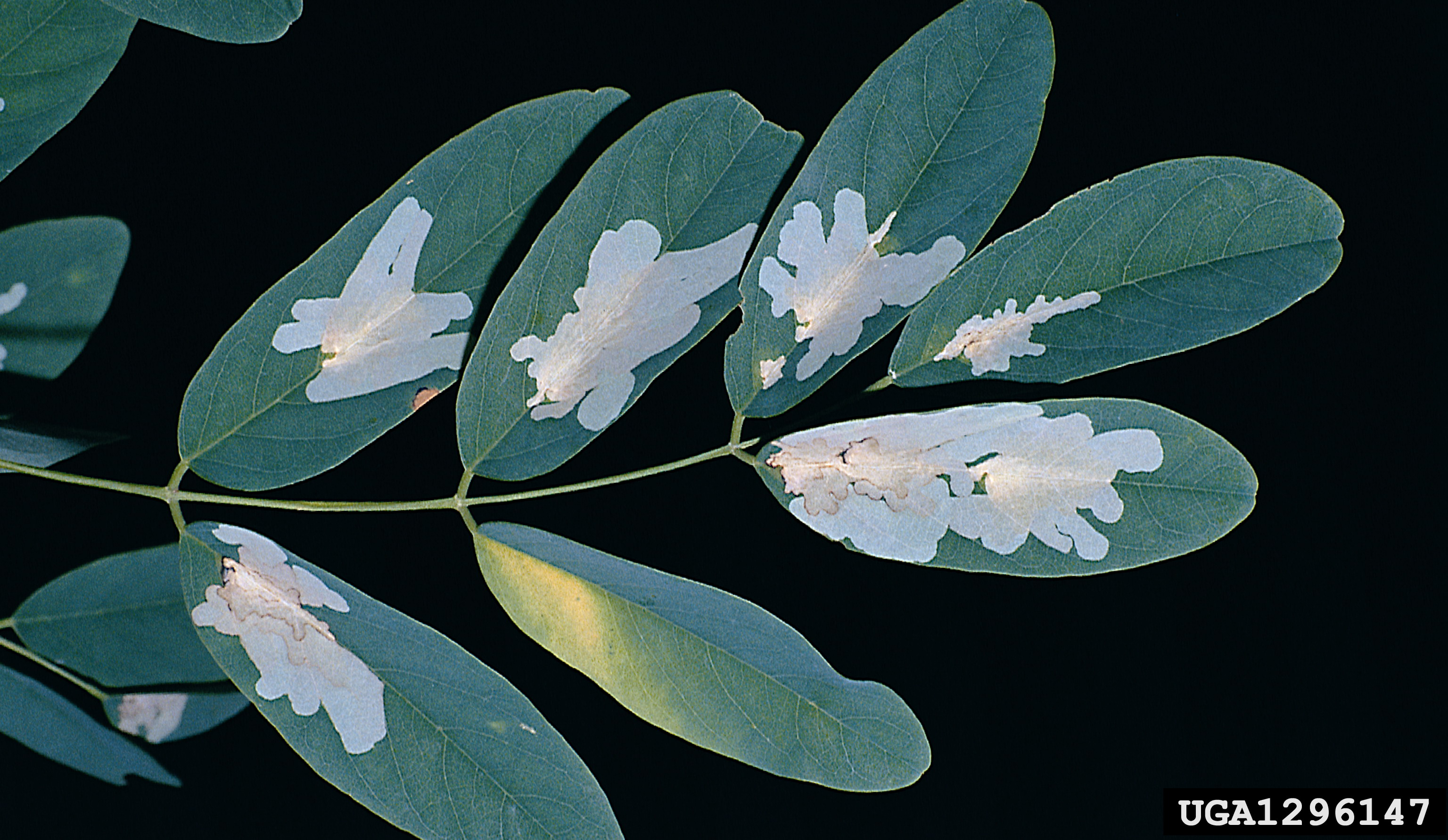
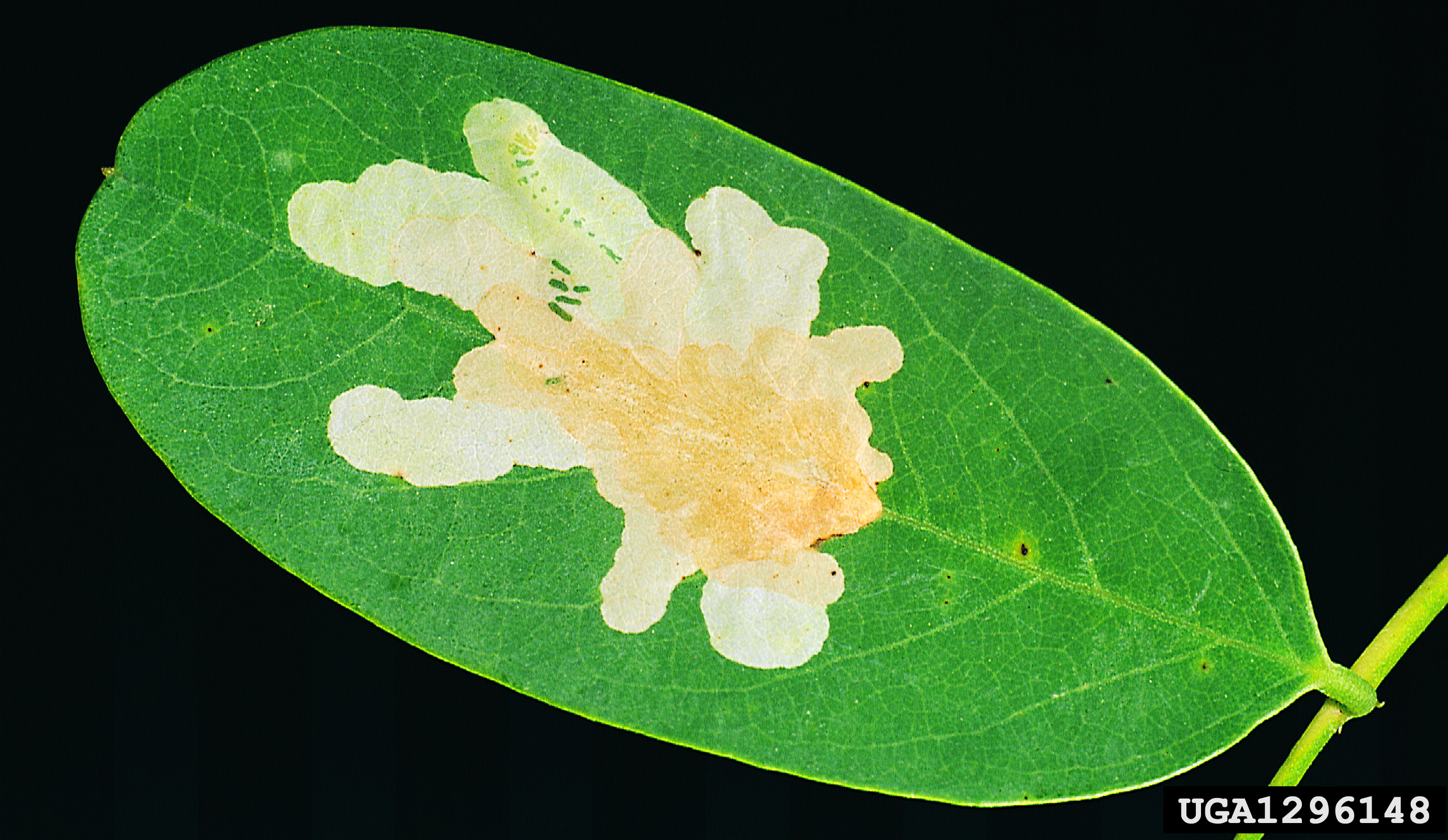
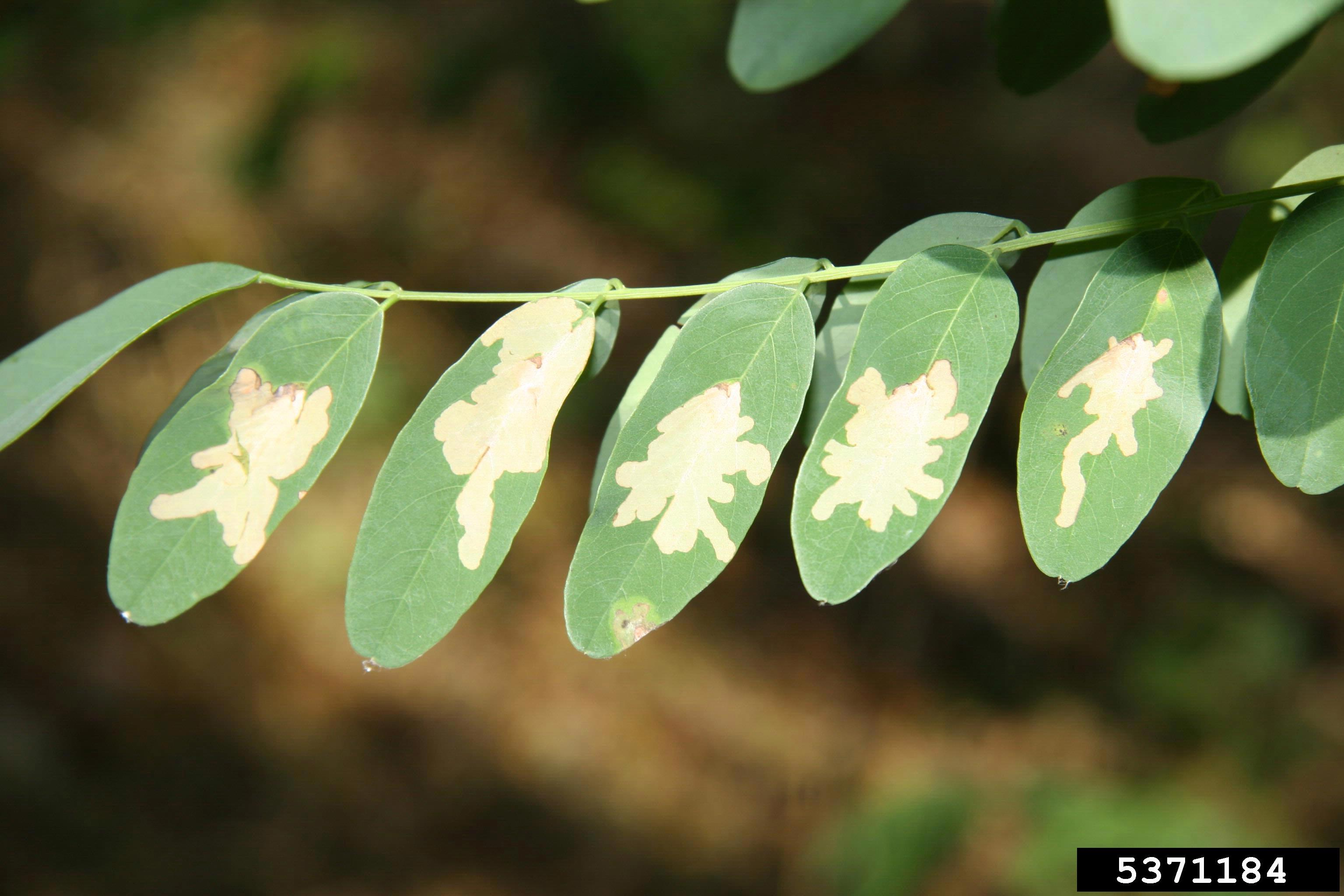
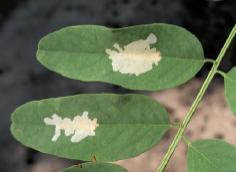